# Davide Petrocca
Davide Petrocca (* 30. November 1975) ist ein italienischer Jazz- und Fusionmusiker (Gitarre, Bass, Komposition).

## Leben und Wirken
Petrocca wuchs in Stuttgart auf; der Gitarrist Lorenzo Petrocca und der Schlagzeuger Antonio Petrocca sind seine älteren Brüder. Er begann im Alter von acht Jahren mit dem Gitarrenspiel und erhielt bis zu seinem 18. Lebensjahr Unterricht in Pop-, Rock- und Jazzgitarre. Zudem erlernte er Bassgitarre und Kontrabass; zwischen 1999 und 2004 nahm er Unterricht bei Niels Henning Ørsted Pedersen.
Petrocca bildete mit seinen Brüdern die Formation Fratelli Petrocca, die 2001 das Album Italy bei Edition Musikat veröffentlichte. Daneben gehörte er für zwei Jahre zur Band von Charly Antolini, zwischen 2000 und 2003 zur Formation von Monty Alexander. Er erkundete den Jazzrock ebenso wie die Weltmusik und leitete eigene Projekte in verschiedenen Besetzungen. Mit seinem Davide Petrocca Quartet entstand das Album Move. Zu seinem Organ Groove Quartet gehören neben dem Saxophonisten Sandi Kuhn der Organist Thomas Bauser und der Drummer Marcel Guske. Im Duo trat er mit den Gitarrenkollegen Martin Taylor, Biréli Lagrène, Helmut Kagerer und Scott Henderson auf. Weiterhin arbeitete er mit Armin Heitz und mit Jermaine Landsberger. Er ist auch auf Alben von Caterina Zapponi, des Andrea Marcelli Trio, Calogero Marrali Quartet, Franck Wolf Trio, Frank Harrison Trio, Jazzisfaction (um Peer Baierlein), Patrick Tompert Trio und South Quartet zu hören.
Petrocca arbeitet zudem als Dozent.

## Diskographische Hinweise
- Move (Edition Musikat 1999, mit Lorenzo Petrocca, Thilo Wagner, Martin Drew)
- Patrick Tompert, Davide Petrocca: Getting Closer (Satin Doll Productions 2006)